# Козница (Бургасская область)
Козница (болг. Козница) — село в Болгарии. Находится в Бургасской области, входит в общину Несебыр. Население составляет 13 человек (2022).

## Политическая ситуация
Козница подчиняется непосредственно общине и не имеет своего кмета.
Кмет (мэр) общины Несебыр — Николай Кирилов Димитров (независимый) по результатам выборов в правление общины.